# Boku wa imōto ni koi o suru
Boku wa Imōto ni Koi o Suru (jap. 僕は妹に恋をする; pl. Kocham moją młodszą siostrę) – manga autorstwa Kotomi Aoki. Pierwotnie publikowana w magazynie Shōjo Comic, manga została wydana w dziesięciu tomach tankōbon przez wydawnictwo Shōgakukan od maja 2003 do sierpnia 2005 roku. Seria koncentruje się na bliźniętach dwujajowych Yori i Iku, którzy zakochują się w sobie, mimo że są rodzeństwem.
Na podstawie mangi powstał 1 odcinek OVA, który ukazał się w maju 2005 roku oraz filmu live-action, który miał premierę w Japonii 20 stycznia 2007 roku. Role główne zagrali w nim Jun Matsumoto i Nana Eikura. Na podstawie serii powstał także spin-off pt. Boku no Hatsukoi o Kimi ni Sasagu (jap. 僕の初恋をキミに捧ぐ) wydany w 12 tomach przez wydawnictwo Shōgakukan.

## Bohaterowie

### Główni
- Yori Yūki (jap. 結城 頼 Yūki Yori) – jest bratem bliźniakiem Iku, ma 15 lat. Jest inteligentny i dość zimny, ale ma ukryte łagodniejsze oblicze, zwłaszcza dla Iku. Był zakochany w siostrze od dzieciństwa.
- Iku Yuki (jap. 結城 郁 Yūki Iku) – jest siostrą bliźniaczką Yori'ego, ma 15 lat. Jest zwarta i niezdarna, ale ma pogodę ducha. Uwielbia Yori'ego głęboko i była wstrząśnięta, kiedy on wyznał swoją miłość do niej. Jest zaniepokojona i rozdarta pomiędzy uczuciem brata a jego wyjazdem do szkoły, co za tym idzie traci go. W końcu stwierdza, że rzeczywiście kocha Yori'ego jak człowiek.

### Inni
- Haruka Yano (jap. 矢野 立芳 Yano Haruka) – najlepszy przyjaciel z gimnazjum Yori'ego. On i Yori mają podobne osobowości i inteligencję. Wie o kazirodczych relacjach bliźniaków, ale zachowuje to w tajemnicy.
- Tomoka Kusunoki (jap. 楠 友華 Kusunoki Tomoka) – dawnej najlepsza przyjaciółka Iku z gimnazjum. Ogromnie podkochuje się w Yori'm i nawet raz z nim spała. Jednak później Yori odrzuca ją, a ona odkrywa jego i Iku miłość.
- Saki Yuki (jap. 結城 咲 Yūki Saki) – matka Yori'ego i Iku.
- Shunpei Yuki – ojciec Yori'ego i Iku.